# Landshark/Where the Wild Things Are
Landshark/Where the Wild Things Are è un album compilation del gruppo punk rock Fang, pubblicato nel 1989.

## L'album
L'album è formato da 21 tracce, le quali si susseguono in ordine cronologico di registrazione:
- Il primo gruppo (che va dalla prima all'ottava traccia) è composto dagli 8 brani dell'EP Landshark, registrato ad ottobre del 1982 e pubblicato a febbraio del 1983;
- la nona traccia è estratta dall'album compilation Rat Music for Rat People Vol. II (per il quale il gruppo ha contribuito), registrato ad aprile del 1983 e pubblicato a maggio del 1984;
- la decima e l'uncidesima traccia sono state estratte dall'album compilation Life Is a Joke Vol. I ( per il quale il gruppo ha contribuito), registrato ad gennaio del 1984 e pubblicato a maggio del 1984;[2]
- infine, l'ultimo gruppo (che va dalla dodicesima alla ventunesima traccia) è composto dai 10 brani dell'LP di debutto Where the Wild Things Are, pubblicato nel 1985.

## Tracce
1. The Money Will Roll Right In – 2:27
2. Land Shark – 1:17
3. Law & Order – 2:48
4. Diary of a Mad Werrwoulf – 2:48
5. Destroy the Handicapped – 1:33
6. Drunk & Crazy – 1:09
7. An Invitation – 2:43
8. Skinheads Smoke Dope – 1:52
9. They Sent Me to Hell C.O.D. – 2:00
10. Red Threat – 1:23
11. Fun With Acid – 2:22
12. I've Got the Disease – 2:09
13. Suck and Fuck – 1:58
14. With Friends Like You – 1:42
15. G.I. Sex – 1:51
16. Road Kills – 1:12
17. You're Cracked – 1:35
18. I Wanna Be on TV – 1:16
19. Everybody Makes Me Barf – 1:43
20. Junky Dare – 1:39
21. Berkeley Heathen Scum – 3:59

## Formazione
- Chris Wilson - basso
- Joel Fox - batteria (tracce da 1 a 8)
- Tim Stiletto - batteria (tracce da 9 a 21)
- Tom Flynn - chitarra
- Sam McBride - voce
- Michael Girvin - artwork (disegno della copertina)